# Ипатий Потей
Ипатий Потей (Поцей, Потий, пол. Hipacy Pociej; имя при рождении Адам Львович Тышкович; 12 апреля 1541, Рохачи, Берестейский повет, Великое княжество Литовское — 18 июля 1613, Владимир, Королевство Польское) — государственный и церковный деятель Речи Посполитой, богослов, писатель-полемист, активный сторонник заключения Брестской унии. Писарь земский, затем судья земский берестейский (1580), каштелян берестейский (1588—1593), епископ Владимирский и Берестейский (1593—1599), униатский митрополит Киевский, Галицкий и всея Руси (1599—1613).

## Биография
Представитель шляхетского православного рода Потеев герба «Вага» из Подляшья. Родился в Рохачах, старший сын дворянина и писаря господарского Льва Патеевича Тышковича (ум. 1550), придворного королевы Боны, и Анны Лозы.

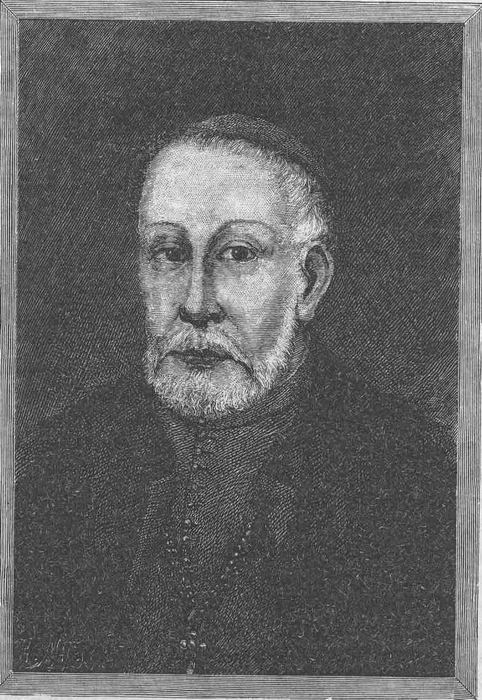
Ипатий Потей

Получил очень хорошее образование, сначала в кальвинистской школе, устроенной кн. Николаем Радзивиллом, а затем в Краковской академии. Поступив на службу к князю Радзивиллу, симпатизировавшему протестантским идеям, Ипатий сделался кальвинистом. Крайности, до которых доходили литовские вольнодумцы, особенно антитринитарии, а также борьба между отдельными религиозными учениями (кальвинисты, антитринитарии, субботники и др.), были причиной того, что в 1574 году Потей вернулся к православию и оставил службу у князя Радзивилла. В том же году он занял должность королевского секретаря и женился на дочери православного волынского князя Фёдора Головни-Острожского.
В 1580 году получил звание земского судьи в Бресте, а в 1589 году был назначен Сигизмундом III на видную должность каштеляна брестского. Нравственный и умственный уровень православного духовенства в Литве стоял в то время очень низко. Православные массово переходили в протестантизм. Деятельность иезуитов, которые с большим успехом боролись против увлечения реформацией, не могла не обратить на себя всеобщего внимания. Вышедшая около этого времени книга иезуита Петра Скарги «О единстве церкви Божией», доказывавшая, что единственное средство спасти православие от увлечения ересями — соединение с Римской католической церковью, увлекла очень многих и в том числе Потея, который стал сторонником унии с Римом. В 1594 году он овдовел, принял монашество и занял кафедру епископа Владимирского. Ещё за два года до этого он вместе с четырьмя другими западнорусскими епископами подписал тайное постановление относительно унии западно-русской церкви с Римом в смысле одного иерархического соединения церквей.

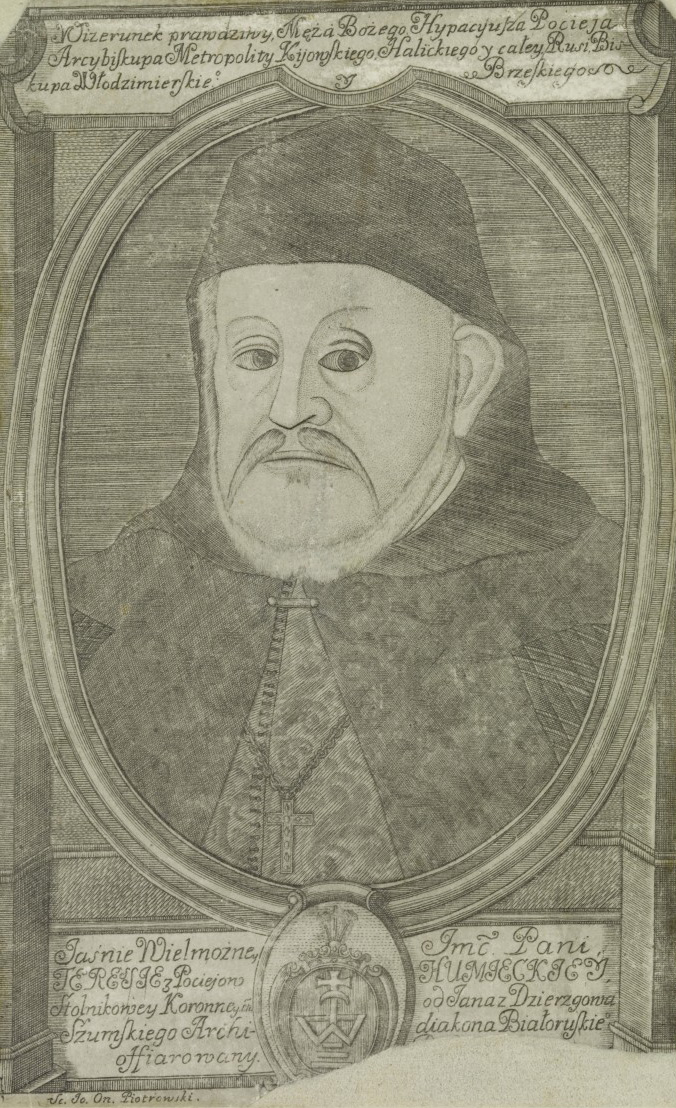
Ипатий Потей

В 1595 году Ипатий, вместе с Кириллом Терлецким, епископом острожским, отправился в Рим, с соборной грамотой западнорусских епископов к папе. Внешний блеск католического культа и то обстоятельство, что православные, преследуемые польским правительством, начали сближаться со своими товарищами по несчастью — протестантами, сделали Ипатия убеждённым католиком. Он горячо принялся за распространение унии. В своих проповедях Ипатий обличал православных за их связь с протестантами, убеждал их принять унию. Для достижения своей цели Поцей успешно использовал свои литературные таланты. С этой целью Ипатий издал в 1595 году брошюру «Уния, альбо Выклад преднейших артикулов к зъодноченью Греков с костелом Римским належащих», в 1608 году — «Гармонию, альбо Согласие веры, сакраментов и церемоний святыя Восточныя Церкви с костелом Римским», в 1598—1600 годах три раза издавал составленное по его поручению сочинение «Антиррисис», в приложении к которому помещал свои статьи. Его проповеди (изданы после смерти Ипатия в 1674 году и переиздавались несколько раз) преследовали ту же цель. Особенным богословским содержанием отличается его ответ Александрийскому патриарху Мелетию (Пигасу). В процессе подготовки унии Потею и епископу Кириллу (Терлецкому) содействовал грекокатолический священник Пётр Аркудий.
В 1599 году был назначен митрополитом. В 1601 году православный архимандрит Иларион (Масальский) торжественно предал Ипатия Потея анафеме в церкви Супрасльского монастыря, за что привлечен Потеем к суду и декретом польского короля Сигизмунда III от 19 января 1602 года был осужден на изгнание из отечества; 8 августа 1607 года Иларион (Масальский) обратился к митрополиту Потею с просьбою о прощении, и ему дозволено было возвратиться в Супрасльский Благовещенский монастырь, где он и провёл последние дни.
Похоронен в крипте Успенского собора во Владимире.

## Семья
Был женат на княжне Анне Головни-Острожецкой (ум. ок. 1590), дочери князя Фёдора Головни-Острожецкого (ум. 1569) и Анны Семёновны Одинцевич. Дети:
- Ян Потей — писарь земский (1616), затем подсудок земский брест-литовский (1629);
- Пётр Потей (ум. 1647), писарь земский брест-литовский (1643);
- Криштоф Потей (ум. 1605);
- Александра Потей, жена Фредерика Подгородецкого;
- дочь, жена князя Яна Козека;
- дочь, жена воеводы белзского Рафаила Лещинского (1579—1636).

## Память
В честь Ипатия Потия было названо село Потиевка Житомирской области.